# José Ignacio París Ricaurte
José Ignacio París Ricaurte (Santafé, 3 de enero de 1780 - ibidem, 31 de octubre de 1848) fue un prócer de la independencia y empresario neogranadino, primer contratista de las minas del Coscuez tras la independencia del país.

## Familia
José Ignacio París, conocido con el sobrenombre de Don Pepe, fue el segundo hijo del capitán español José Martín París Álvarez y de Genoveva Ricaurte Mauris. Contrajo matrimonio en Bogotá en 1812 con Juana María Prieto Ricaurte, con quien tenía doble parentesco, al ser hija de Joaquín Prieto Dávila y Rosa Ricaurte Torrijos, el primero nieto de María Francisca Ricaurte Terreros y la segunda hija de Juan Agustín Ricaurte Terreros, de quienes José Ignacio era sobrino nieto.
El matrimonio París Prieto solo duró siete años por la muerte prematura de Juana María Prieto en 1819, quedando por hijos Manuela París Prieto y Enrique París Prieto. José Ignacio París fue padre con Gregoria Ortega Páramo del médico Esteban París Ortega, quien llegó a ser el fundador del apellido en Ibagué.

## Primeros años
Fue colegial del Colegio Mayor de Nuestra Señora del Rosario. Le fue encomendada la organización del evento de bienvenida al virrey Antonio Amar y Borbón. Viajó a Europa en plan de estudios en 1803. Se dice que en Cádiz ingresó a la logia masónica y que allí conoció a Simón Bolívar, de quien fue íntimo amigo.

## Carrera militar y pública
A partir del grito de independencia, se alistó en el ejército granadino en el arma de caballería. Cayó prisionero en la batalla de Bogotá de 1813. Con la reconquista española, salió de Bogotá con las tropas que acompañaban al presidente Fernández Madrid. Acaecida la derrota de La Cuchilla del Tambo, París se estableció en Buga, donde encontró al general José María Cabal, y como los españoles supieran que habían conversado, interrogaron a París para dar con el paradero del general patriota, propinándole varios golpes que lo dejaron tendido en su habitación pero sin obtener la información perseguida. Capturado Cabal, París fue conducido a Popayán, donde le fue conmutada la pena de fusilamiento por prisión, permaneciendo en la Cárcel Grande de Bogotá hasta la victoria del ejército libertador sobre el realista en la batalla de Boyacá (1819). 
Establecida la República, París fue nombrado Jefe del Tribunal de Cuentas de la Nación. Su espíritu generoso hacia la República y proclive a la defensa de las instituciones democráticas, le reconocían una objetividad tanto de sus amigos como de sus rivales. Prueba de ello fue su oposición abierta a que Simón Bolívar se convirtiera en dictador o monarca, a pesar de ser su íntimo amigo. Con el establecimiento de la dictadura de su sobrino Rafael Urdaneta, la confianza que inspiraba su nombre llevó a que fuera pedido como negociador por las tropas que se revelaron en favor del gobierno de Joaquín Mosquera, depuesto mediante el golpe de Estado. 

## Empresario
La primera empresa de José Ignacio Paris fue una fábrica de pastas italianas que operó en 1812. El presidente Bolívar le concedió a París el contrato de explotación de las minas de Muzo y Coscuez que había tenido en la colonia su bisabuelo José Salvador de Ricaurte, el cual operó en una primera etapa con dos socios europeos, que desistieron de la empresa, continuándola París individualmente por veinte años. También le concedió Bolívar la propiedad de la Laguna de Fúquene a cambio de que la secara y poner así su suelo fértil al servicio del país, pero París nunca ejecutó el contrato. 
Luego de diez años de explotación que no generaban ni el arriendo que debía pagar por las minas de esmeraldas, París terminó ejecutado por el gobernador de Vélez como moroso del Estado. Su hermano Joaquín París, enterado de que cerca a su hacienda de Peñas Blancas en Honda operaba exitosamente la mina de plata de Santa Ana, acudió por asesoramiento y encontró al ingeniero inglés George Cheyne, que le recomendó el sistema de tajo abierto, logrando don Pepe a partir de su implementación, una extracción de gemas que lo convirtió en uno de los hombres más prestantes de su época. 
Mediante un contrato, obtuvo y dirigió las obras para drenar la laguna de Guatavita, teniendo como ingeniero de la obra al alemán Jacobo Wiesner. 

### Destino de las Minas de Muzo y Coscuez
Finalizado el contrato del Estado con París en 1848, la explotación de las minas la asumió el gobierno y en 1849 las tomó en arriendo por diez años la sociedad de Juan De Francisco Martín y Patrick Wilson, operación que en su último año fue asumida por el danés Carlos Michelsen, que se hizo cargo hasta 1861. Al no encontrar el gobierno a un nuevo arrendatario, asumió la explotación de esmeraldas bajo la administración del ingeniero inglés Tomás Fallon que había trabajado por años en la explotación de plata de Santa Ana. Con la muerte del administrador en Muzo en 1863, el gobierno del presidente Murillo Toro licitó de nuevo la explotación de las minas en 1864 por un término de diez años, accediendo al contrato el alemán Gustave Lehmann, quien casualmente se casó en Bogotá con Carlina París, sobrina nieta de Don Pepe, y con quien se radicó años después en la capital de Francia.
Aquileo Parra Gómez, secretario de hacienda del presidente Santiago Pérez, propuso en 1874 la venta de las minas de esmeraldas por no tener el Gobierno un control efectivo de su explotación. El gobierno decidió volver a arrendarlas, recayendo la responsabilidad en Juan Sordo Girardot, quien cedió sus derechos a la Compañía de Minas de Esmeraldas integrada por Antonio y Silvestre Samper Agudelo, Wenceslao Pizano, José María Gómez Restrepo, Temístocles Paredes, Francisco Noguera, Manuel Uribe Toro, Guillermo Uribe, Jorge Holguín, Carlos Martín, Carlos Bonitto, Eusebio Bernal y José Antonio Obregón. La Ley 28 de 1878 le entregó la propiedad de las minas al Estado de Boyacá sin perjuicio del contrato de arrendamiento vigente. En 1875, el arriendo de las minas lo tomó Lorenzo Merino, quien sostuvo la operación luego de que la propiedad de las minas regresara a la nación con la Constitución de 1886. En 1894, el contrato de explotación lo asumió el francés Alejandro Mancini. En 1904 pasó la explotación pasó a un sindicato colombiano presidido por Laureano García Ortiz y en 1905 se separó la comercialización de esmeraldas, quedando a cargo de la casa  Cortés Comercial Banking con domicilio en Londres. En 1908 el sindicato vendió su operación a la Colombian Emerald Company de Londres, que solo pudo llevar a cabo el negocio hasta 1910, año en el que el Gobierno desconoció la vigencia del contrato.

### Primera Fábrica de Cerámicas
En 1832, José Ignacio París fundó la Compañía Bogotana de Industrias, a la que vinculó como accionistas a los hermanos Ángel María y José María Chaves, al general Joaquín Acosta y a José de Jesús Oramas, José María Álvarez, Luis María Montoya y Rufino Cuervo. La empresa recibió el privilegio de explotación exclusiva de la Convención Granadina mediante decreto legislativo de marzo 23 y se dedicó a quemar loza, fundir hierro y fabricar papel, tejidos y vidrios. La fábrica se ubicó en un solar detrás de la Ermita de Belén, donde había funcionado una alfarería de la comunidad jesuita, y contó con la orientación de los técnicos especializados en cerámica Juan y Roberto Peak, que alcanzaron a contar con 61 operarios. En 1845, la empresa fue adquirida por Nicolás Leyva, que había sido su director.

### Primer Acueducto de Bogotá
En 1846, la ciudad de Bogotá le concedió a don Pepe París por 99 años, la explotación de sus aguas en sociedad con su pariente Valerio Ricaurte Neira, haciendo importar de Europa los tubos de acero para las primeras cañerías que condujeran el agua de la pila de la plazuela de San Carlos. Fallecido París, la empresa duró solo tres años, por diferencias de su hijo Enrique con el señor Ricaurte

## Filántropo
La vocación filantrópica de París lo llevó a propiciar la demolición de las viejas casas que amenazaban ruina en el costado occidental de la plaza mayor de Bogotá, buscando el mejoramiento del entorno del importante lugar público. Quiso avanzar con las del costado oriental, pero el general Santander negó su pretensión por querer reservar ese espacio para un palacio de Gobierno. Residente en Estados Unidos al poco tiempo de lograda la independencia, conoció al español José María Barrionuevo, patrocinando su viaje a la Nueva Granada para que mejorara el armamento del Ejército. 
Interesado en el desarrollo económico del país, París fue quien trajo el pasto tipo hierba de elefante para el desarrollo de la ganadería, el cual actualizó luego del aporte hecho por Antonio Nariño con el pasto carretón. Le ofreció al gobierno la financiación de estudios en contabilidad de la persona que designase para que trajera dicho conocimiento al país. En 1842, envió con destino a la Casa de Refugio de Bogotá, dos máquinas de tejer y cien juegos de cardas con dos instructores italianos que se encargaran de su instalación y enseñanza. 
Siempre con la vocación de no dejar perder la memoria histórica de la independencia, recogió los dineros para construir el mausoleo para los restos del general Antonio Nariño, y donó un busto en memoria del prócer Camilo Torres Tenorio y los monumentos para la sepultura de José María del Castillo Rada en la capilla de La Bordadita y del general Juan José Neira en el Cementerio Central. 
Con el propósito de propagar el patriotismo y la filantropía, fundó París la primera logia de Colombia, que operaba bajo el título del Taller de los Corazones Tristes, erigiéndose como el primer gran maestro masón del país, secundado por el general Francisco de Paula Santander. El Concejo de Bogotá emitió en 1842 una constancia de gratitud por todas las mejoras que don Pepe París hizo con desprendimiento en favor de su ciudad natal.

## Amigo íntimo de Simón Bolívar
Fue reconocido en su tiempo como el amigo íntimo del general Simón Bolívar. La precariedad de su situación, al no obtener ganancias de su empresa de esmeraldas, llevó a Bolívar a dejarle a su cuidado la casa quinta de Portocarrero, propiedad que la sociedad bogotana le había obsequiado al Libertador con la victoria en Boyacá. La correspondencia de Bolívar con París es abundante y en muchas cartas le reportaba el fiel amigo del Libertador el estado de su propiedad. En los dos atentados que Bolívar sufrió, París estuvo presente. El primero, ocurrido en agosto de 1828, fue durante un paseo en la hacienda de Fucha con José Ignacio y su hermano Ramón París. En la conspiración septembrina, si bien París no se encontraba en el Palacio de San Carlos, hay referencias que aluden a que Manuela Saenz le recordó a Bolívar que podía escaparse por la ventana que Pepe París había dicho algún día que era buena para saltar. 
Al salir exiliado de Bogotá, el expresidente Bolívar donó su Quinta de Portocarrero a José Ignacio París, transacción que dio lugar a la primera escritura pública de la Notaría Segunda de Bogotá, cuyo ejemplar está exhibido en sus instalaciones y en cuyo texto manifestó el Libertador su gran amistad por París y la condición que la propiedad pasara luego a su hija, Manuela París Prieto.
El diario El Tiempo publicó en 1943 la última carta que le envió Bolívar a don Pepe París, cuya fecha no era legible pero su contenido permite determinar que se encontraba El Libertador en sus últimos momentos: "Dicto ésta para saludarte y ojalá no sea la última, pues está agonizando la lámpara de mi vida. Mucho he sufrido, y ahora enfermo, sin recursos y pensando en irme a Europa; pero día vendrá, cuando hayan pasado algunos años, en que mis enemigos me hagan justicia: desparecerá el Tirano, quedará el hombre y toda la América confesará que Bolívar fue un patriota. Me siento malo, mucho, y en la pieza contigua fuman, juegan a los dados, personas que se reirán de mi fallecimiento, entre ellos Mariano M.... Vino Estévez, me confesé y espero en Dios, pues en casi medio siglo de mi vida he padecido tanto por ingratos que si no fuera una blasfemia... Me traes a la memoria en la última tuya, la mañana del 25. Tu fuiste, ciertamente, uno de los que estuvieron a mi lado acompañándome. Si los conspiradores hubieran logrado su golpe, ya descansaría yo en el sepulcro. Buen Dios ¿y Colombia? Mucho he amado a esta tierra. Enséñasela a Enrique y piénsame".
Acaudalada su fortuna, José Ignacio París se preocupó porque se pudiera perder la memoria de Bolívar, y encargó al escultor italiano Pietro Tenerani una estatua de bronce que primero destinó a los jardines de la Quinta de Bolívar y posteriormente donó al Congreso Granadino, para que la corporación a su vez la entregara a la ciudad y dispusiera su instalación el 20 de julio de 1846 en la plaza mayor de Bogotá.

## Últimos años
París comenzó a sufrir de fuertes dolores en su brazo izquierdo que lo obligaron a buscar tratamiento médico en Europa, optando por radicarse en 1839 en París con su hijo Enrique, donde fue intervenido quirúrgicamente dos veces, para extirparle tumores cancerígenos. Pudo desde Europa patrocinar el viaje de estudios de su sobrino Rafael Guillermo Urdaneta Vargas, quien dejó escrito su diario de estadía en Europa. También recibió a Pedro María y a Celestino, siendo el primero testigo del contrato de su tío Pepe con Tenerani para la ejecución de la estatua de Bolívar por doce mil pesos, así como el encargado de traer a Bogotá el pedestal para el monumento, cuyo traslado le mereció agotadores jornadas, especialmente en el trayecto de ascenso de Honda a Bogotá. Esta pieza original se encuentra actualmente en el acceso al actual museo Quinta de Bolívar de Bogotá.
La propuesta final de Tenerani se vio complementada por la capa de José Ignacio París, quien al llegar de visita a su taller, lanzó sin querer su indumentaria sobre la maqueta inconclusa, aportándole al afamado escultor lo que lo tenía insatisfecho con su creación. Recibida la maqueta en cera de Tenerani, París trasladó su residencia a Munich donde hizo fundir la estatua en los talleres de J. Millien. París regresó a la Nueva Granada en 1845 con los mausoleos de Del Castillo y de Neira. En 1846 fue protector de la naciente Sociedad Filarmónica, dedicada a la formación en música y difusión de dicho arte. En 1848, París aceptó ser benefactor del Instituto Caldas, creado por el presidente Mosquera para la educación científica de los colombianos.     
En octubre de 1846 reaparecieron los tumores en el brazo izquierdo de don Pepe, teniendo que ser amputada su extremidad por recomendación del médico Ricardo Cheyne, quien le pronosticó dos años más de vida de someterse a la cirugía. París encontró alivio a sus dolores, pero tuvo que lidiar varios días con la pérdida de orientación y equilibrio, los cuales recuperó con plenitud. En julio de 1848 finalizó el contrato de explotación de las minas de Muzo, el cual pudo liquidar a paz y salvo de las obligaciones con el Gobierno, y falleció a los tres meses que hacían falta para que se cumpliera el pronóstico del doctor Cheyne. La ciudad de Bogotá le rindió un destacado funeral durante dos días, que finalizó con el depósito de sus restos en un mausoleo que aun existe en el Cementerio Central de Bogotá.